# Herb obwodu kamczackiego

Herb obwodu kamczackiego.

Herb obwodu kamczackiego (ros: Герб Камчатской области) – był oficjalnym symbolem rosyjskiego obwodu kamczackiego, obowiązującym w latach 2004-2007. Stał się podstawą stworzenia herbu Kraju Kamczackiego.

## Opis i symbolika
Francuska tarcza herbowa barwy błękitnej. W nią wpisane trzy czarne wzgórza (wulkany). Wszystkie w srebrnym obramowaniu, o srebrnych zakończeniach. Z ich szczytów tryskają czerwone języki ognia, okalane barwą srebrną tworzącą dym. W dolnej części pola trzy falujące wstęgi barwy srebrnej.
Wulkany są symbolem i jedną z głównych atrakcji turystycznych i krajoznawczych Kamczatki i jako ważny obiekt o szczególnym znaczeniu zostały wpisane na Listę światowego dziedzictwa UNESCO. Na Kamczatce znajduje się ponad sto sześćdziesiąt wulkanów, z tego co najmniej dwadzieścia jest aktywnych. Wstęgi barwy srebrnej ucharakteryzowane są w taki sposób by przypomniały morskie fale. Mają one oznaczać, że region leży nad trzema ważnymi zbiornikami wodnymi: Morzem Ochockim od zachodu i Morzem Beringa od wschodu, a dodatkowo jeszcze dochodzi Ocean Spokojny. Herb miał odzwierciedlać stałą obecność Rosji nad Pacyfikiem, fakt że jest ona potęgą morską i ukazywać, że region kamczacki strzegł wschodnich granic rosyjskich. Kolor srebrny (biały) miał nawiązywać do pokoju, szlachetności, czystości i honoru, a błękit podkreślać potęgę i wielkość.

## Historia
W 1850 r. pojawia się pierwszy projekt stworzenia symbolu zgodnego z zasadami rosyjskiej heraldyki dla niedawno utworzonego obwodu kamczackiego. Miała to być tarcza herbowa o jednolitym błękitnym polu w które wpisany miał być złoty orzeł. Jego głowa zwrócona miała być w heraldyczną lewą stronę (prawą z perspektywy obserwatora). W jego prawym heraldycznym szponie znajdować się miał złoty łuk z dwoma złotymi strzałami, a w lewym heraldycznym szponie złoty harpun przewiązany dwoma linami, ukierunkowanymi ku górze. Nad tarczą umieszczona miała zostać Wielka Korona Imperialna Rosji. Projekt ten nie wszedł do powszechnego użytku. 22 czerwca 1851 r. obwodowi kamczackiemu został nadany nowy herb, zupełnie różny od przedstawionej rok wcześniej propozycji. Tarcza herbowa była barwy srebrnej, w nią wpisane trzy czarne wzgórza (wulkany). Z ich szczytów tryskały czerwone języki ognia, zakończone smugami dymu. Tarczę wieńczyć miała Wielka Korona Imperialna Rosji w barwie złotej.
Herb ten obowiązywał do 1917 r., gdy wraz z upadkiem dynastii Romanowów zakończyła się epoka Imperium Rosyjskiego. Zmiany jakie nadeszły po przewrocie bolszewickim spowodowały, że dawne tradycje heraldyczne zostały odrzucone. W czasach sowieckich w użyciu była symbolika związana z ideologią komunistyczną. Zmiany nastąpiły po rozpadzie Związku Radzieckiego i transformacji jaka zaszła w Federacji Rosyjskiej w czasach postowieckich. Pojawiło się wiele propozycji nowego herbu. Od 22 czerwca do 20 września 2001 r. trwał konkurs na herb dla kamczackiego podmiotu Rosji ogłoszony przez władze obwodu. Do finału zakwalifikowano trzy projekty, ale żaden z nich nie zyskał poparcia komisji konkursowej. Jeden z nich zakładał użycie srebrnej tarczy z trzema wulkanami barwy szarej, każdy z nich zakończony czerwonymi językami ognia i kłębami dymu. Tarczę wieńczy złota korona otwarta, a całość otoczona jest wieńcem zielonych liści dębu przeplatanych czerwoną wstęgą. Nowa propozycja pojawiła się w 2004 r., została ona zaakceptowana przez władze 15 kwietnia, a 5 maja przyjęta przez regionalny parlament. Użycie herbu regulowane było przez specjalną ustawę, która zakładała umieszczanie go na budynkach najwyższych władz obwodu, a także na dokumentach wytwarzanych przez kamczacką administrację. W 2007 r. wraz z utworzeniem Kraju Kamczackiego herb wyszedł z użycia, ale stał się podstawą do stworzenia herbu Kraju Kamczackiego.

## Historyczne herby związane z regionem

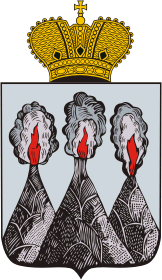
Herb obwodu kamczackiego z czasów Imperium Rosyjskiego.
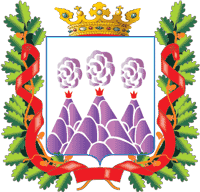
Propozycja herbu dla obwodu z 2001 r.